# Списък на остготските кралици
Списък на остготските кралици

## Oстготски кралици
- Сунилда (Шванхилда; † 375), съруга на Ерманарих (350-376)

- Ерелиева (Овзебия), конкубина на крал Тиудимир (469-474)
- Аудофледа, съруга на Теодорих Велики (474-526)
- Зигилда (Sigilda), съруга на Теодорих Страбон († 481)
- Амалазунта, кралица на остготите (526-535), съруга на Еутарих
- Готелиндис, съруга на Теодахад (534-536)
- Матазуента, съруга на Витигис (536-540)